# Invasion de la Martinique (1759)
Pour les articles homonymes, voir Invasion de la Martinique (1762) et Bataille de la Martinique.
Guerre de Sept Ans
Batailles
- Minorque (navale) (1756)
- Pirna (1756)
- Lobositz (1756)
- Reichenberg (1757)
- Prague (1757)
- Kolin (1757)
- Hastenbeck (1757)
- Gross-Jägersdorf (1757)
- Moys (1757)
- Rochefort (1757)
- Rossbach (1757)
- Breslau (1757)
- Leuthen (1757)
- Carthagène (navale) (1758)
- Olomouc (1758)
- Saint-Malo (1758)
- Rheinberg (1758)
- Krefeld (1758)
- Domstadl (1758)
- Cherbourg (1758)
- Zorndorf (1758)
- Saint-Cast (1758)
- Tornow (1758)
- Lutzelberg (1758)
- Hochkirch (1758)
- Bergen (1759)
- Kay (1759)
- Minden (1759)
- Kunersdorf (1759)
- Neuwarp (navale) (1759)
- Hoyerswerda (1759)
- Baie de Quiberon (navale) (1759)
- Maxen (1759)
- Meissen (1759)
- Glatz (1760)
- Landshut (1760)
- Corbach (1760)
- Emsdorf (1760)
- Dresde (1760)
- Warburg (1760)
- Liegnitz (1760)
- Rhadern (1760)
- Berlin (1760)
- Kloster Kampen (1760)
- Torgau (1760)
- Belle-Île (1761)
- Langensalza (1761)
- Cassel (1761)
- Grünberg (1761)
- Villinghausen (1761)
- Ölper (1761)
- Kolberg (1761)
- Wilhelmsthal (1762)
- Burkersdorf (1762)
- Lutterberg (1762)
- Reichenbach (1762)
- Almeida (1762)
- Valencia de Alcántara (1762)
- Nauheim (1762)
- Vila Velha de Ródão (1762)
- Cassel (1762)
- Freiberg (1762)

- Jumonville Glen (1754)
- Fort Necessity (1754)
- Fort Beauséjour (1755)
- 8 juin 1755
- Monongahela (1755)
- Petitcoudiac (1755)
- Lac George (1755)
- Fort Bull (1756)
- Fort Oswego (1756)
- Kittanning (1756)
- En raquettes (1757)
- Pointe du Jour du Sabbat (1757)
- Fort William Henry (1757)
- German Flatts (1757)
- Lac Saint-Sacrement (1758)
- Louisbourg (1758)
- Le Cran (1758)
- Fort Carillon (1758)
- Fort Frontenac (1758)
- Fort Duquesne (1758)
- Fort Ligonier (1758)
- Québec (1759)
- Fort Niagara (1759)
- Beauport (1759)
- Plaines d'Abraham (1759)
- Sainte-Foy (1760)
- Neuville (1760)
- Ristigouche (navale) (1760)
- Mille-Îles (1760)
- Signal Hill (1762)

- Cap-Français (1757)
- Martinique (1759)
- Guadeloupe (1759)
- Dominique (1761)
- Martinique (1762)
- Cuba (1762)

- Chandernagor (1757)
- Plassey (1757)
- Gondelour (1758)
- Négapatam (navale) (1758)
- Condore (1758)
- Madras (1758)
- Pondichéry (navale) (1759)
- Masulipatam (1759)
- Chinsurah (1758)
- Wandiwash (1760)
- Pondichéry (1760-1761)
- Manille (1762)

- Saint-Louis (1758)
- Gorée (1758)
- Gambie

L'invasion de la Martinique en 1759 est menée par les Britanniques lors d'une opération militaire lancée pendant la guerre de Sept Ans. En janvier 1759, une importante force amphibie, sous le commandement de Peregrine Hopson (en), prend pied sur l'île de la Martinique, alors possession française, et tente de la capturer sans succès. Les tirs de canons de la flotte britannique sont inefficaces contre la forteresse de Fort-Royal, à cause de sa position en hauteur sur les falaises, et aucun site approprié aux alentours ne permet d'effectuer un débarquement. Le gouverneur français François de Beauharnais n'a pas reçu de ravitaillement depuis des mois et, sans le savoir, le commandement britannique passe à côté d'une occasion de forcer une capitulation rapide si un siège de la place forte était mis en place. Moore et Hopson étudient plutôt la possibilité d'attaquer le principal port commercial de l'île, Saint-Pierre. Après un bombardement naval sans issue favorable le 19 janvier et qui n'a que peu d'effet sur les défenses de la forteresse, les Britanniques se replient et vont attaquer la Guadeloupe, lieu de repaires de nombreux corsaires français. L'expédition là-bas aura plus de succès, et obtiendra une capitulation de l'île en mai 1759.
En 1762, une nouvelle force britannique réussira à capturer la Martinique.

## Sources et bibliographie
- Laurent Veyssière (dir.) et Bertrand Fonck (dir.), La chute de la Nouvelle-France, Québec, Septentrion (Canada), 2015, 587 p. (ISBN 978-2-89448-828-7)
- (en) Fred Anderson, Crucible of war : the Seven Years' War and the fate of empire in British North America, 1754-1766, New York, Alfred A. Knopf, 2000, 862 p. (ISBN 978-0-375-40642-3)
- (en) Jonathan Dull, The French Navy and the Seven Years' War, Lincoln Neb, University of Nebraska Press, 2005, 445 p. (ISBN 978-0-803-21731-7)
- (en) Frank McLynn, 1759 : the year Britain became master of the world, New York Place of publication not identified, Grove Press,Distributed by Publishers Group West, 2004, 448 p. (ISBN 978-0-099-52639-1)
- (en) Brendan Simms, Three victories and a defeat : the rise and fall of the first British Empire, 1714-1783, New York, Basic Books, 2008 (1re éd. 2007), 802 p. (ISBN 978-0-465-01332-6, 978-0-713-99426-1 et 978-0-140-28984-8, OCLC 230193500, lire en ligne)